# Anne Noë
Annie Ida Jenny Noë Haesendonck (Leuven,13 april 1959) is een Belgische voetbaltrainer en voormalig international.

## Loopbaan
Noë verzilverde 58 caps voor de Red Flames tussen 1979 en 1994. Door dat in die tijd de financiële middelen voor de nationale dames ploegen miniem tot onbestaande was, was er ook geen budget voor een eigen tenue. Hierdoor speelde Noë in een oud truitje van Jean-Marie Pfaff. Noë stopte op haar 35e als speelster en ging daarna aan de slag als trainster. Tussen 1999 en 2011 was ze hoofdcoach van de Red Flames.

## Statistieken
| België | België | België |
| Jaar   | Caps   | Doelp. |
| ------ | ------ | ------ |
| 1979   | 1      | 0      |
| 1980   | 2      | 0      |
| 1981   | 3      | 0      |
| 1982   | 3      | 0      |
| 1983   | 4      | 0      |
| 1984   | 4      | 0      |
| 1985   | 4      | 0      |
| 1986   | 4      | 0      |
| 1987   | 4      | 0      |
| 1988   | 5      | 0      |
| 1989   | 3      | 0      |
| 1990   | 5      | 0      |
| 1991   | 2      | 0      |
| 1992   | 3      | 0      |
| 1993   | 7      | 0      |
| 1994   | 4      | 0      |
| Total  | 58     | 0      |